# Маршем по снегу
Маршем по снегу (яп. 雪の進軍 Юки но сингун) — песня времён первой японо-китайской войны (1894—1895), в которой японский солдат откровенно рассказывает о военных тяготах и своей усталости от них. В японской традиции относится к жанру гунка, однако является армейской песней, в отличие от военной песни в стандартном значении этого термина. В годы Второй мировой войны была запрещена, поскольку деморализовала солдат и не способствовала проявлению героизма.
Песня была создана в 1895 году музыкантом Кэнси Нагаи, который в то время состоял на службе в военном оркестре при 2-й армии генерала Ивао Оямы. По словам Нагаи, в январе 1895 года перед долгой битвой за Вэйхайвэй его батальон вынужден был две недели сидеть в покинутой жителями китайской деревне, и песня отражала его собственный весьма суровый опыт. Благодаря реалистичности описания, тексту, написанному разговорным солдафонским языком, и мелодии, которая хорошо ложилась на традиционный японский инструмент сямисэн, песня мгновенно распространилась между солдатами. Она обрела большую популярность и многократно публиковалась в песенниках.
Необычность «Юки но сингун» заключается в том, что, являясь по сути открытым рассказом о совершенно неприглядных сторонах жизни японского солдата и выражением недоверия к армейскому командованию в целом, она до начала периода Сёва (1926—1989) не только совершенно свободно распространялась среди населения, но и входила в официальный песенник «Восточноазиатские военные песни» (大東軍歌 Дайто: гунка), издававшийся армейскими и флотскими офицерами и чиновниками. Цензура настигла песню лишь в 1930-х годах на волне милитаризма, причём особенные опасения вызывал последний куплет, который сначала просто перестал публиковаться и исполняться, а со вступлением Японии во вторую японо-китайскую войну (1937—1945) армейские начальники приказали изменить последнюю строчку с «нам не дадут вернуться живыми» (яп. 生かして還さぬ積り икаситэ каэсану цумори) на «я не намерен возвращаться живым» (яп. 生きては還らぬ積り икитэ ва каэрану цумори), что было вполне в духе героического времени. В 1941 году, после вступления Японии во Вторую мировую войну, песню и вовсе запретили как деморализующую и подрывающую боевой дух.

После войны «Маршем по снегу» использовали в фильме «Гора Хаккода» 1977 года. Там её поют солдаты, вышедшие зимой на учения в горы. Фильм основан на полудокументальной книге писателя Дзиро Нитты «Смертельные блуждания на горе Хаккода», которая в свою очередь основана на реальной истории японского военного подразделения, попытавшегося зимой 1902 года в порядке учений перед планируемой войной с Россией пересечь горный хребет Хаккода в префектуре Аомори. В горах солдаты попали в метель и заблудились, из «снежного марша» живыми вернулись 11 человек из 210, остальные замёрзли насмерть.

## Текст
| Оригинальный текст | Нормализация | Построчный перевод |
| --- | --- | --- |
| 雪の進軍氷を蹈んで、 どこが川やら道さへ知ず 馬は倒る捨ても置ず 茲は何所ぞ皆敵の国。 儘よ大胆一服やれば、 頼少なや煙草が二本。 焼ぬ乾魚に半煎飯に、 なまじ生命の有其中は 怺切ない寒さの焚火 煙筈だよ生木が燻る。 渋い顔して功名話、 すいと言のは梅干一。 着のみ着の儘気楽な衾、 背嚢枕に外套被りや。 背なの暖で雪解懸る 夜具の黍幹シツポリ濡て 結兼たる露営の夢を、 月は冷く顔覗き込む。 命捧て出て来た身故、 死る覚悟で吶喊すれど 武運拙く討死せねば、 義理に搦た恤兵真綿。 鼠栗鼠栗と首締懸る、 どうせ生して還ぬ積。 | Юки но сингун ко: ри о фундэ Доко га кава яра мити саэ сирэдзу Ума ва таорэру сутэтэ мо окэдзу Коко ва идзуко дзо минна тэки но куни Мама ё даитан иппуку ярэба Таномисукуная табако га нихон Якану химоно ни ханниэ мэси ни Намадзи иноти но ару соно ути ва Кораэкирэнаи самуса но такиби Кэмуи хадзу да ё намаки га ибуру Сибуи као ситэ ко: мё: банаси «Суй» то иу но ва умэбоси хитоцу Киноми-киномама кираку на фусидо Хайно: макура ни гайто: кабуря Сэна но нукуми дэ юкидокэ какару Ягу но кибигара сиппори нурэтэ Мусуби канэтару роэи но юмэ о Цуки ва цумэтаку као нодзокикому Иноти сасагэтэ дэтэкита ми юэ Синуру какуго дэ токкан сурэдо Буун цутанаку утидзи ни сэнэба Гири ни карамэта дзюппэй мавата Сорори сорори то кубисимэ какару До: сэ икаситэ каэсану цумори | Маршем по снегу — ступаешь по льду, Так не знаешь, река это или дорога. Лошади падают, а бросать их нельзя, И куда ни глянь, везде вражья сторона. Эх, ладно, смелей! Закурим! А осталось-то две паршивых сигаретки. Едим вяленую необжаренную рыбу и недоваренный рис И не можем выносить мороза Просто потому, что мы живые, и разводим огонь, Который, естественно, дымит и чадит от сырых дров. Нахмурившись, хвалимся любовными победами И едим маринованные сливы, кислые, как cкисшая любовь. Беззаботно спим прямо в одежде, Вещмешок вместо подушки, а шинель — вместо одеяла. От тепла наших спин начинает таять снег, И постель из соломы промокает насквозь. На привалах мы беспокойно дремлем, И луна холодно глядит нам в лица. Отказавшись от своей жизни, Я бросаюсь в атаку, готовый к смерти, А если воинская удача мне изменит, и я не погибну, То долг, как шёлковый шарф, из тех, что посылают на фронт, Медленно-медленно начнёт затягиваться у меня на шее. А вообще нам не дадут вернуться живыми. |